# Ронні Кокс
Ронні Кокс (англ. Ronny Cox; 23 липня 1938) — американський актор, співак і музикант.

## Біографія
Ронні Кокс народився 23 липня 1938 року в місті Клоудкрофт, штат Нью-Мексико, третім з п'яти дітей. Батько Боб П. Кокс, тесля і фермер, мати Лоунетт Ракер. Виріс у місті Порталес. Навчаючись у коледжі виступав, разом з двома своїми братами, у рок-н-рол гурті під назвою «Ron's Rockouts». Навчався у Східному університеті Нью-Мексико, який закінчив у 1963 році.

## Кар'єра
Як актор Ронні дебютував у фільмі «Звільнення» (1972). Також знявся в ролі лейтенанта Ендрю Богоміла у фільмах «Поліцейський з Беверлі Гіллз» (1984) і «Поліцейський з Беверлі Гіллз II» (1987), Діка Джонса у фільмі «Робот-поліцейський» (1987), доктора Джона Гідеона в останньому сезоні драматичного серіалу «Сент-Елсвер» (1988), Вілоса Когааґена у фільмі «Пригадати все» (1990), капітана Едварда Джелліко в серіалі «Зоряний шлях: Наступне покоління» (1992) і сенатора Роберта Кінсі в серіалі «Зоряна брама: SG-1» (1998–2005).
Крім зйомок у фільмах Кокс демонструє свій музичний талант на різних музичних фестивалях та театральних шоу. Випустив п'ять компакт-дисків — суміш джазу, фолку і західних мелодій.

## Особисте життя
10 вересня 1960 року Ронні Кокс одружився з Мері, з якою познайомився ще у середній школі. Вона померла в 2006 році; у них було двоє дітей.

## Фільмографія
| Рік       |    | Українська назва                    | Оригінальна назва                 | Роль                           |
| --------- | -- | ----------------------------------- | --------------------------------- | ------------------------------ |
| 1972      | ф  | Звільнення                          | Deliverance                       | Дрю                            |
| 1976      | ф  | На шляху до слави                   | Bound for Glory                   | Озарк Буле                     |
| 1978      | ф  | «Сіра леді» йде на глибину          | Gray Lady Down                    | командер Девід Самуельсон      |
| 1979      | ф  | Цибулеве поле                       | The Onion Field                   | детектив сержант Пірс Р. Брукс |
| 1982      | ф  | Звір всередині                      | The Beast Within                  | Ілай МакКлірі                  |
| 1984      | ф  | Поліцейський з Беверлі Гіллз        | Beverly Hills Cop                 | лейтенант Ендрю Богоміл        |
| 1985      | ф  | Зоровий пошук                       | Vision Quest                      | тато Лоудена                   |
| 1986      | с  | Вона написала вбивство              | Murder, She Wrote                 | мер Пауерс                     |
| 1987      | тф | Дівчинка Скотт                      | Baby Girl Scott                   | доктор Кендерлі                |
| 1987      | ф  | Правосуддя Стіла                    | Steele Justice                    | Беннетт                        |
| 1987      | ф  | Поліцейський з Беверлі Гіллз II     | Beverly Hills Cop II              | капітан Ендрю Богоміл          |
| 1987      | ф  | Робот-поліцейський                  | RoboCop                           | Дік Джонс                      |
| 1987      | ф  | Амазонки на Місяці                  | Amazon Women on the Moon          | генерал Балентайн              |
| 1987—1988 | с  | Сент-Елсвер                         | St. Elsewhere                     | доктор Джон Гідеон             |
| 1990      | ф  | Пригадати все                       | Total Recall                      | Вілос Когааґен                 |
| 1990      | ф  | Капітан Америка                     | Captain America                   | Том Кімбал                     |
| 1991      | ф  | Ножиці                              | Scissors                          | доктор Стефан Картер           |
| 1992      | с  | Зоряний шлях: Наступне покоління    | Star Trek: The Next Generation    | капітан Едвард Джелліко        |
| 1993      | с  | Закон Лос-Анжелеса                  | L.A. Law                          | Мейсон Пейн                    |
| 1996      | с  | Діагноз: убивство                   | Diagnosis Murder                  | доктор Натан Гардінг           |
| 1997      | ф  | Вбивство у Білому домі              | Murder at 1600                    | президент Джек Ніл             |
| 1999      | ф  | Глибоке синє море                   | Deep Blue Sea                     | Бос Франкліна                  |
| 1998—2005 | с  | Зоряна брама: SG-1                  | Stargate SG-1                     | Роберт Кінсі                   |
| 2001—2002 | с  | Агентство                           | The Agency                        | директор Алекс Пірс            |
| 2005      | с  | Закон і порядок: Спеціальний корпус | Law & Order: Special Victims Unit | доктор МакМанус                |
| 2005      | ф  | Бунт в Лос-Анжелесі                 | The L.A. Riot Spectacular         | шеф                            |
| 2006      | с  | Відчайдушні домогосподарки          | Desperate Housewives              | Генрі Мейсон                   |
| 2008      | с  | Мертва справа                       | Cold Case                         | Деніел Паттерсон               |
| 2009      | ф  | Уяви собі                           | Imagine That                      | Том Стівенс                    |
| 2011      | с  | Декстер                             | Dexter                            | Волтер Кенні                   |
| 2013      | ф  | Ера динозаврів                      | Age of Dinosaurs                  | Джастін                        |
| 2014      | ф  | Гра на виживання                    | Beyond the Reach                  | шериф Дж. Робб                 |
| 2018      | с  | Нешвілл                             | Nashville                         | Гідеон Клейборн                |
| 2021      | ф  | Бути Рікардо                        | Being the Ricardos                | шериф Дж. Робб                 |
| 2022      | мс | Зоряний шлях: Вундеркінди           | Star Trek: Prodigy                | адмірал Едвард Джелліко        |